# Panzerwaffe
De Panzerwaffe (Duits voor gepantserde troepen) was de afdeling binnen de Wehrmacht die was voorzien van gepantserde en gemotoriseerde voertuigen zoals tanks. Ze stonden oorspronkelijk bekend als de Schnelltruppen (snelle troepen).

## Mobiele oorlogsvoering
De Eerste Wereldoorlog werd nog voornamelijk uitgevochten door infanterie en artillerie. Men maakte massaal gebruik van machinegeweren, kanonnen en zelfs luchtaanvallen. De infanterie was kwetsbaarder dan ooit, iets wat zeer duidelijk werd bij de soldatenlevens vretende loopgravenoorlog. Soldaten van beide partijen lagen soms slechts enkele tientallen meters van elkaar verwijderd in diepe loopgraven. Veelvuldig ingezette massale infanterie-aanvallen kostten per keer soms tienduizenden soldaten het leven zonder dat een van de legers veel vooruitgang boekte.
De generaals zoeken altijd naar nieuwe wapens die hen kunnen helpen de volgende oorlog te winnen. Gedurende de industriële revolutie waren er in de 19e eeuw belangrijke ontwikkelingen geweest op het gebied van mobiliteit; stoommachines en wat later verbrandingsmotoren waren algemeen beschikbaar rond de eeuwwisseling. Militaire ontwerpers ontwikkelden verscheidene voertuigen voor het slagveld die in de praktijk echter meestal niet voldeden. De hoge kosten voor het ontwikkelen van dergelijke machines maakte ook dat er weinig tijd en aandacht aan werd besteed.
Door de Eerste Wereldoorlog veranderde dit echter, en zo ontstonden de gewapende mobiele platformen die in feite niet meer dan gepantserde vrachtwagens waren. Die waren niet in staat zeer ruw terrein met loopgraven over te steken en zowel de Britten als de Fransen kwamen daarom op het idee om een gepantserd voertuig te ontwikkelen op basis van een tractor op rupsbanden.
Het resultaat was een machine die de manier van oorlogsvoering drastisch zou veranderen. De Britten introduceerden de Mark I tank, een groot en log gepantserd voertuig op rupsbanden met vier machinegeweren en twee kanonnen dat grote vuurkracht, mobiliteit en bescherming samenvoegde. De Duitsers zagen de waarde van een dergelijk wapen voor de gewapende strijd en ontwikkelden hun eigen Panzer; de A7V. Maar ze waren te laat; vertragingen in de ontwikkeling, moeilijkheden bij de productie en een door tanks gesteund succesvol grootschalig laatste offensief van de geallieerden maakten dat de Duitse legers de Eerste Wereldoorlog verloren.

## Versailles en het interbellum
Het verslagen Duitse leger trok terug naar Duitsland, de oorlog was voorbij. De overwinnaars, waaronder het Verenigd Koninkrijk en Frankrijk, ondertekenden met Duitsland op 28 juni 1919 de Vrede van Versailles (1919) waarin onder andere, naast nieuwe grenzen en herstelbetalingen, werd bepaald dat het leger teruggebracht moest worden tot een beroepsleger van maximaal 100.000 man. Het werd Duitsland verder verboden militaire voertuigen, vliegtuigen en onderzeeboten te ontwikkelen en te bouwen.
Toch begon Duitsland vanaf medio jaren twintig weer met de ontwikkeling van nieuwe vliegtuigen en tanks. Om onder het verdrag uit te komen en de ware bedoelingen te verdoezelen ontwierp men zogenaamd vliegtuigen voor commerciële doeleinden (zoals postvliegtuigen) en tanks onder de dekmantel van landbouwtractoren. Er werd zeer nauw samengewerkt met de Sovjet-Unie, die het verdrag van Versailles niet had ondertekend. Zo ontstond PzKpfw I Ausf A, de eerste Duitse tank sinds de A7V die in productie ging.
Adolf Hitler, die in 1933 aan de macht kwam in Duitsland, maakte al in 1935 kenbaar dat Duitsland zich niet langer aan het verdrag zou houden en dat het Duitse leger opnieuw zou worden opgebouwd en herbewapend. Door deze beslissing konden bedrijven, zoals MAN, Rheinmetall-Borsig, Krupp en Daimler Benz, nu openlijk doorgaan met de ontwikkeling van allerlei wapentuig.
Heinz Guderian, een officier uit de Eerste Wereldoorlog, zag als een van de eersten de werkelijke waarde van de tank bij oorlogsvoering. Het moest niet een voertuig zijn dat de infanterie ondersteunde maar een zelfstandig opererend wapen dat, in groepen, een doorbraak kon forceren in vijandelijke linies die vervolgens kon worden benut door de infanterie. Hij pleitte aanhoudend bij de legerleiding voor de ontwikkeling van tanks in verschillende klassen en er werd, na veel tegenstand, ten slotte naar hem geluisterd.
Volkomen in strijd met de afspraken van Versailles kwamen in de daarop volgende vier jaar, dus tot 1939, tanks als de PzKpfw I, PzKpfw II, PzKpfw III, PzKpfw IV en vliegtuigen als de Messerschmitt Bf 109 en de Heinkel He 111 in productie. De tanks werden uiteindelijk grotendeels geconcentreerd in speciale pantserdivisies van de Panzerwaffe, terwijl de Wapens der Infanterie en Cavalerie hun tankeenheden moesten afstaan.

## De Tweede Wereldoorlog

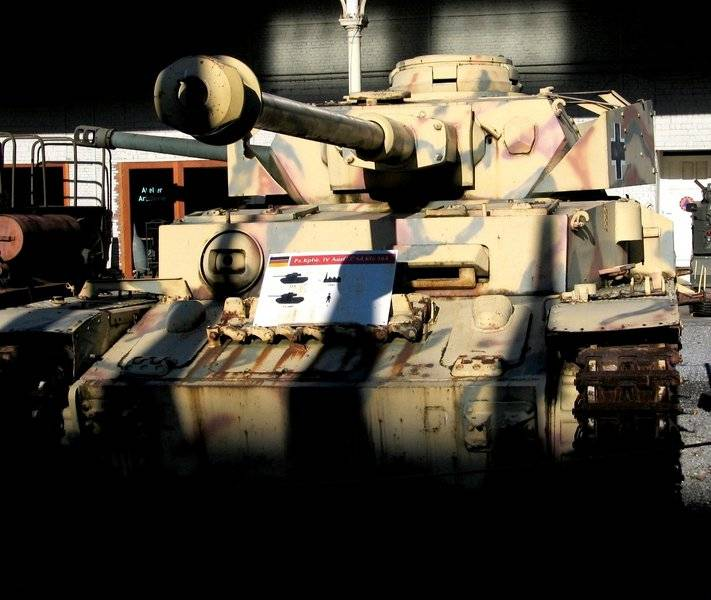
Een Panzer IV.

De Panzerwaffe werd voor het eerst grootschalig ingezet bij de Poolse veldtocht in 1939. Verscheidene Panzerdivisionen braken na zware strijd door de Poolse stellingen en zaaiden paniek en chaos. De infanterie en vliegtuigen die de tanks volgden, maakten een eind aan de weerstand van het Poolse leger. Tegelijk viel de Sovjet-Unie Oost-Polen binnen. Het Poolse leger werd nu vermorzeld tussen de Duitse en de Sovjet-strijdkrachten. Deze tactiek werkte snel en succesvol zodat Polen na enkele weken geheel bezet was. Het gebruiken van grote concentraties tanks in een aanval raakte bekend als Blitzkrieg. Dat is overigens geen term die het Duitse leger indertijd zelf gebruikte en massale inzet van tanks was geen kernbegrip in de gevechtsdoctrine die meer opgebouwd was rond het toepassen van gemotoriseerde infanterie.
De soldaten van het Duitse leger werden als helden onthaald door het thuisfront, vooral ook de Panzermannen. De propagandamachine van Duitsland speelde slim in op het succes van de nieuwe tactiek en de pantservoertuigen speelden daarin een belangrijke rol.
Nog geen jaar later, op 10 mei 1940, viel Duitsland in het westen aan. Na snelle overwinningen in Denemarken en Noorwegen, waar amper tanks werden ingezet, viel Duitsland Nederland, België, Luxemburg en Frankrijk binnen. Hier was Guderians Panzerwaffe weer speerpunt in de aanval en binnen zes weken vierden de Duitsers de overwinning. Een gevoel van onoverwinnelijkheid maakte zich meester van veel Duitsers. Maar de inzet van tanks had nu een andere karakter. Ze doorbraken deze keer de stellingen niet maar buitten een doorbraak van de infanterie uit voor een snelle diepe strategische penetratie naar de Kanaalkust. Dat was de klassieke Blitzkrieg, een openbaring voor het Duitse opperbevel en een schok voor de wereld.
Enige maanden later bezette de Duitse oorlogsmachine zonder veel tegenstand te ondervinden grote gebieden op de Balkan en weer leek de Blitzkrieg, met de Panzerdivisionen in de voorhoede, garant te staan voor de overwinning.
In juni 1941 viel het Duitse leger de Sovjet-Unie binnen, opnieuw diepe penetraties hopend toe te passen die een absolute voorwaarde waren voor een overwinning. Deze operatie, onder de codenaam Operatie Barbarossa, was in eerste instantie een groot succes. Miljoenen Sovjetsoldaten werden in de eerste drie maanden gevangengenomen en er werden door de gemechaniseerde troepen vorderingen gemaakt van soms wel honderd of meer kilometer per dag. De Panzerdivisionen leken onoverwinnelijk.
Door de overwinningen van de voorgaande jaren vertrouwde men echter te veel op het bestaande oorlogsmaterieel. De Duitse tanks waren allemaal ontwikkeld in de jaren dertig en verder niet of nauwelijks vernieuwd. Ze voldeden prima in Polen, waren goed opgewassen tegen moderne Franse en Britse tanks in 1940, maar hadden aanzienlijk meer moeite met enkele Sovjettegenstanders. Met name de T-34 en KV-1 waren aanzienlijk beter bepantserd en bewapend. Dankzij de superieure Duitse tactiek, communicatie en de chaotische staat waar het Rode leger zich in eerste instantie in bevond, was dit nog geen groot probleem. Toen de oorlog aan het oostfront echter in oktober 1941 abrupt tot stilstand kwam door de modder, strenge winter en verbeterde defensieve stellingen kreeg dat land de tijd zijn leger op orde te brengen en verloren materieel weer aan te vullen.
De productie van de T-34 was tegelijkertijd behoorlijk op gang gekomen. Steeds meer tankdivisies van het Rode leger werden uitgerust met deze nieuwe tank terwijl de Duitse Panzerdivisionen nog altijd vertrouwde op met name de PzKpfw III en PzKpfw IV. Daarnaast kregen de Panzerdivisionen maar mondjesmaat versterkingen en nieuw materieel omdat de aanvoerlijnen door de snelle opmars enorm lang waren geworden en vervanging achter werd gehouden voor 1942.
Duitsland zocht met grote spoed een antwoord op de T-34 en KV-1 tanks van de Sovjet-Unie. Dit resulteerde in weinig indrukwekkende oplossingen als geïmproviseerde gemotoriseerde antitankkanonnen op verouderde chassis. Een andere tussentijdse, maar effectieve noodoplossing was het uitrusten van de PzKpfw IV met een lang 75mm-kanon. Dit kwam in de plaats van de 75mm-houwitser die weinig effectief was tegen het pantser van de T-34 en KV-1.
In allerijl ontwikkelde de Duitse oorlogsindustrie een reeks nieuwe tanks. De bestaande PzKpfw IV werd voorzien van dikkere bepantsering en een nog krachtiger kanon terwijl een nieuwe zware tank bijna voor productie gereed was: de Tiger I.
Inmiddels had Hitler de oorlog uitgebreid tot Noord-Afrika. Hier werden ook honderden tanks ingezet. Men schroefde om aan de behoefte te kunnen voldoen de productie van bijna maandelijks op. De Duitse oorlogsmachine was intussen aan het oostfront, na een in eerste instantie succesvol zomeroffensief in de Kaukasus in 1942, volledig tot stilstand gekomen.
In 1943 trok Hitler bijna zijn hele Panzerwaffe samen voor een grote confrontatie met het Rode Leger in de buurt van Koersk. Deze operatie, Zitadelle moest door middel van de Panzerwaffe voorgoed afrekenen met het Rode leger en de eindoverwinning, de Endsieg, veiligstellen.
Voor deze operatie had Hitler bevolen de nog in ontwikkelingsfase verkerende nieuwe middelzware tank, de Panther, massaal in te zetten. Dit was geen succes: de Panthers hadden grote mechanische problemen en meer dan de helft kon niet worden ingezet bij de aanval. Zitadelle werd een mislukking en betekende feitelijk een definitief einde aan de reeks overwinningen van de Panzerwaffe en daarmee het gehele Duitse leger.
Na deze nederlaag werd het Duitse leger langzaam maar zeker teruggedrongen naar Duitsland. Zwaardere tanks als de Tiger I bleken vooral effectief in de verdediging, ze brachten grote verliezen toe aan de Sovjet-pantserdivisies. Massaal geproduceerde T-34's konden echter de verliezen aanvullen, terwijl de Duitsers weinig tot geen nieuwe tanks hadden om hun verliezen te vervangen. Het initiatief lag nu volledig in handen van het Rode Leger, in die situatie was de Blitzkrieg-doctrine niet meer van waarde, en daarmee was een groot deel van de Panzerwaffe krachteloos.
Toen de geallieerden, na het oostfront en het front in Italië, op 6 juni 1944 een derde front openden in Frankrijk leek het lot van Duitsland bezegeld. Desondanks beten de Duitse strijdkrachten zich vast in de verdediging en wisten veel tijd te winnen door hun kwalitatief superieure, maar numeriek inferieure tanks op alle fronten te blijven inzetten.
Het laatste model tank dat de Duitsers in de Tweede Wereldoorlog introduceerden was de Königstiger. Deze kon echter niet meer in voldoende aantallen vervaardigd worden om nog gewicht in de schaal te leggen. Het Duitse leger, en daarmee de Panzerwaffe, gaf zich onvoorwaardelijk over op 8 mei 1945.

## Na 1945
Ondanks dat de Tweede Wereldoorlog ten slotte door Duitsland werd verloren heeft de Panzerwaffe aangetoond dat een mobiele strijdmacht onder pantser een zeer effectief middel is bij oorlogsvoering volgens de Blitzkrieg-doctrine. Er werd een nieuwe standaard gezet. Precieze cijfers zijn moeilijk te geven, maar volgens sommigen is het waarschijnlijk dat per verloren Duitse tank over de gehele oorlog gezien, zeker vijf geallieerde tanks werden vernietigd. Anderen beweren dat dit aantal nog veel hoger ligt. Door de chaos die de oorlogsvoering aan het oostfront met zich meebracht en tegenstrijdige opgaven van verliescijfers valt hierover moeilijk met zekerheid iets te zeggen.
Gepantserde gevechtsmiddelen zijn niet weg te denken uit de moderne oorlogsvoering. Ze worden vandaag de dag overal ter wereld ingezet, bijvoorbeeld in Israël, bij de Irakoorlog en op het Plein van de Hemelse Vrede.